# لاک‌پشت (فیلم)
لاک‌پشت فیلمی به کارگردانی و نویسندگی علی شاه‌حاتمی ساختهٔ سال ۱۳۷۵ است.

## خلاصه داستان
محموله‌های قاچاق در ایران طی چند مرحله لو می‌رود و شخصی به نام اسکندری (فریبرز سمندرپور) در این رابطه به ایران می‌آید تا قضیهٔ چگونگی لو رفتن محموله‌ها را پیگیری کند. مختار که عامل تشکیلات اسکندری در داخل ایران است برای بهبود وضع جابه جایی جنس‌هایشان تقاضای درصد بیشتری از درآمد را دارد، اما اسکندری فردی به نام سیاوش (جمشید هاشم‌پور) که پسرش را بر سر استفادهٔ زیاد از مواد مخدر از دست داده مأمور کشتن مختار و عواملش می‌کند. از طرفی پلیس فرودگاه، اسکندری را تحت نظر می‌گیرد تا سروان نیروی انتظامی (محمود پاک‌نیت) و همکارانش بتوانند به شبکه اصلی دست پیدا کنند. سیاوش بعد از درگیری‌های زیاد به محل اختفای مختار رفته آن‌ها را از پای درمی‌آورد، او برخلاف نظر پلیس، قصد دارد یک تنه حتی اسکندری را هم از میان بردارد اما همسر سیاوش از او می‌خواهد که پلیس را در جریان بگذارد، همسر سیاوش پلیس را به محل درگیری اسکندری و سیاوش فرا می‌خواند اما قبل از درگیری‌ها همسرش (کتایون ریاحی) کشته می‌شود و خود او نیز مجروح می‌شود. اما پلیس اسکندری را دستگیر می‌کند.

## بازیگران
- جمشید هاشم‌پور
- کتایون ریاحی
- محمود پاک‌نیت
- یوسف مرادیان
- شهرام پوراسد
- فریبرز سمندرپور
- حسین ملاقاسمی
- اکبر معززی
- سید محمد خسام
- ناصر فروغ
- غلامرضا علی‌اکبری
- سیدجواد هاشمی
- شهریار بحرانی
- بهمن احمری
- محمد پورستار
- علیرضا قومی
- رضا پورفرخ
- نادر سلیمانی
- علیرضا کریمی
- آلن مارتیروس
- فرامرز طباطبایی
- علی هندی پور
- علی پاشازاده
- رامین موحد
- منصور حبیبی
- محمدباقر دلاور
- سوسن کربلایی ملک
- علی حافظی
- پروشا قومی
- حسن موحد
- عباس ابهری
- محسن عسگری